# I Fall to Pieces (Angel)
I Fall to Pieces es el cuarto episodio de la primera temporada de la serie de televisión estadounidense Angel. El episodio es titulado En Pedazos en América Latina.

## Argumento
En Investigaciones Angel, Cordelia y Doyle están discutiendo la necesidad que tienen al pagar las deudas para hacer que el negocio siga de pie. Doyle trata de justificar a Ángel alegando que la imagen que el vampiro proyecta no es la indicada para cobrar dinero pero la ambiciosa Cordelia decide quejarse ante el mismo. Inesperadamente, Doyle tiene una visión de Melissa Burns, una empleada que al parecer está en aprietos.
En las oficinas de Paper, Melissa celebra el cumpleaños de su compañera de trabajo, Penny, pero al recibir flores de un hombre llamado Renald, esta se angustia. Mientras intenta irse, Melissa es interceptada por Ángel quien le ofrece sus servicios, pero la mujer se va desesperada, convencida de que su problema no tiene solución. Al día siguiente Melissa es asechada por Renald quien se revela como un doctor que al parecer está obsesionado con ella y le afirma un determinado número de cosas que ella realizó en privado. Sabiendo que la obsesión de Renald ha escalado un nivel superior Melissa contacta a Ángel y acepta sus servicios. La mujer le explica al equipo que Renald comenzó su obsesión por ella después de salvarle la vista tras una cirugía y dos insignificantes citas a las que accedió más por compromiso que por gusto. Ángel se muestra más interesado en descubrir la manera en la que Renald espía a Melissa. 
En el hogar de Melissa la chica trata de seguir con su vida, algo temerosa. Mientras se distrae, es espiada por el ojo flotante de Renald. Ángel trata de detener al doctor con ayuda de la policía al convencer a Kate de que Melissa está siendo acosada. Lamentablemente no evita que Renald siga atormentando a Melissa al atacarla con sus manos apuntadas y asesinando a un oficial de policía. 
Consultando a un viejo amigo de Renald: Viktor Natpan, un científico reconocido por novelas parecidas a obras de ciencia ficción. El vampiro se entera de que el doctor tiene la capacidad de manipular sus miembros con su mente aún después de apuntárselos. Con una identidad falsa Ángel intenta intimidar al doctor y persuadirlo por "las buenas" de no molestar a Melissa. Pero Renald lo paraliza con un súper tranquilizante al enterarse de que Ángel está protegiendo a Melissa. 
En las oficinas Ángel, Renald derrota a Cordelia y a Doyle y se prepara para matar a Melissa puesto que cree que ella y Ángel están saliendo. No obstante la chica con su confianza recuperada se enfrenta a Renald y lo distrae el tiempo suficiente para que Ángel lo decapite. 
A la mañana siguiente Melissa agradecida le obsequia una planta y paga por los servicios de Ángel. Cordelia y Doyle entusiasmados salen a depositar su primer ganancia y Ángel prefiere quedarse solo en su oficina con la planta de Melissa.

## Producción

### Elenco
- David Boreanaz como Angel.
- Charisma Carpenter como Cordelia Chase.
- Glenn Quinn como Allen Francis Doyle.

Andy Uberger se desempeñó en Buffy la Cazavampiros como D´Hoffryn el demonio líder de los demonios de la venganza.

### Secundario
- Elisabeth Röhm como Kate Lockley.
- Tushka Bergen como Melissa Burns.
- Andy Umberger como Dr. Ronald Meltzer.
- Carlos Carrasco como Dr. Vinpur Narpudan
- Brent Sexton como un policía.
- Garikayi Mutambirwa como una internada.
- Kent Davis como John.
- Jan Bartlett como Penny.
- Patricia Gillum como una paciente.
- Christopher Hart como la mano.

## Continuidad
- Cordelia menciona que ha estado trabajando por Ángel cerca de un mes y que no han ganado nada desde que Investigaciones Angel fue fundado.
- Angel recurre a Kate para resolver un caso por primera vez, aunque ocultándole el hecho de que es sobrenatural.